# Adieux
Pour les articles homonymes, voir Abschied.
Adieux (Abschied) est un film allemand réalisé par Robert Siodmak en 1930, pour la UFA.

## Synopsis
Hella, vendeuse, et Peter, représentant, vivent ensemble à la pension de famille de Frau Weber. Ses occupants cohabitent tant bien que mal en ce lieu confiné. Peter trouve un nouvel emploi qui l'obligerait à partir au loin et donc à quitter Hella. Il n'ose pas lui en parler.

## Fiche technique
- Scénario : Emmerich Pressburger et Irma von Cube
- Photographie : Eugen Schüfftan
- Musique : Erwin Bootz (également acteur)
- Décors : Max Knaake
- Producteur : Bruno Duday
- Genre : Drame
- Format : noir et blanc
- Durée : 69 minutes

## Distribution
- Brigitte Horney : Hella
- Aribert Mog : Peter Winkler
- Emilia Unda : Frau Weber
- Konstantin Mic : Bogdanoff
- Frank Günther : Neumann
- Vladimir Sokoloff (crédité Wladimir Sokoloff) : Le baron
- Erwin Bootz : Bootz
- Martha Ziegler : Lina
- Edmee Symon et Gisela Draeger : Les sœurs Lennox

## Autour du film
Au générique d'Adieux figurent quatre personnes qui, en raison du proche avènement du nazisme, poursuivront ailleurs leur carrière : le réalisateur Robert Siodmak, le directeur de la photographie Eugen Schüfftan et l'acteur Vladimir Sokoloff (tous trois, aux États-Unis, via la France), et le scénariste Emmerich Pressburger, qui deviendra au Royaume-Uni, sous le nom d'Emeric Pressburger, le partenaire attitré de Michael Powell.